# Иваньково (Волоколамский район)
Иваньково — деревня в Волоколамском районе Московской области России. Входит в состав сельского поселения Осташёвское. Население — 1 чел. (2010).

## География
Деревня Иваньково расположена на западе Московской области, в южной части Волоколамского района, примерно в 18 км к югу от города Волоколамска. Ближайшие населённые пункты — деревни Бражниково, Кукишево и Жуковка.

## Население
| 1852 | 1859 | 1926 | 2002 | 2006 | 2010 |
| ---- | ---- | ---- | ---- | ---- | ---- |
| 200  | ↘162 | ↘141 | ↘4   | ↘3   | ↘1   |

## История
В «Списке населённых мест» 1862 года Иваньково — владельческая деревня 2-го стана Можайского уезда Московской губернии по Волоколамскому тракту из города Можайска, в 40 верстах от уездного города, при реке Сараченке, с 25 дворами и 162 жителями (72 мужчины, 90 женщин).
По данным 1890 года входила в состав Осташёвской волости Можайского уезда, число душ мужского пола составляло 81 человек.
В 1913 году — 22 двора.
1917—1929 гг. — деревня Осташёвской волости Волоколамского уезда.
По материалам Всесоюзной переписи 1926 года — центр Бражниковского сельсовета Осташёвской волости Волоколамского уезда, проживал 141 житель (58 мужчин, 83 женщины), насчитывалось 24 крестьянских хозяйства.
С 1929 года — населённый пункт в составе Волоколамского района Московского округа Московской области. Постановлением ЦИК и СНК от 23 июля 1930 года округа как административно-территориальные единицы были ликвидированы.
1929—1939 гг. — деревня Бражниковского сельсовета Волоколамского района.
1939—1954 гг. — деревня Бражниковского сельсовета Осташёвского района.
1954—1957 гг. — деревня Осташёвского сельсовета Осташёвского района.
1957—1963 гг. — деревня Осташёвского сельсовета Волоколамского района.
1963—1965 гг. — деревня Осташёвского сельсовета Волоколамского укрупнённого сельского района.
1965—1994 гг. — деревня Осташёвского сельсовета Волоколамского района.
В 1994 году Московской областной думой было утверждено положение о местном самоуправлении в Московской области, сельские советы как административно-территориальные единицы были преобразованы в сельские округа.
1994—2006 гг. — деревня Осташёвского сельского округа Волоколамского района.
С 2006 года — деревня сельского поселения Осташёвское Волоколамского муниципального района Московской области.